# Delilah subfasciata
Delilah subfasciata är en skalbaggsart som beskrevs av Dillon 1952. Delilah subfasciata ingår i släktet Delilah och familjen långhorningar. Inga underarter finns listade i Catalogue of Life.